# Oratorium
Oratorium je rozsáhlá hudební skladba, zpravidla na duchovní (náboženské) téma, pro sóla, sbor a orchestr, která je prováděna koncertně (nescénicky).

## Forma
Oratorium se vyvinulo ve starověké Itálii z dialogů na náboženská témata, která byla zpívána v chrámech. Dějovou linií oratoria provází vypravěč (orátor) formou recitativu s generálním basem a odděluje tak jednotlivá hudební čísla. Vypravěčem je od středověku zpravidla tenor. Text přednášený vypravěčem bývá zpravidla přesnou citací Bible či životopisů svatých. Texty svěřené sólistům a sboru jsou dílem autora libreta. Častá je čistě instrumentální předehra.

## Historie
Nejstarší dochované oratorium je Rappresentatione di Anima et di Corpo (Představení duše a těla), které zkomponoval Emilio de' Cavalieri v Římě v roce 1600. Vznik oratoria je úzce svázán se vznikem opery. Vždyť nejstarším, dnes ztraceným, dílem považovaným za operu je Dafne skladatele Jacopa Periho, která byla uvedena ve Florencii kolem roku 1597. Vývoj oratoria vždy reagoval na inovace v oblasti opery. V 17. století došlo k rozmachu oratoria zejména v Itálii a ve Francii. Nejslavnějším skladatelem oratorií v Itálii byl Giacomo Carissimi (1605–1674), který svými díly na dlouhou dobu kodifikoval formální pravidla. Jeho následovníky byli zejména Antonio Draghi (1634–1700) a Alessandro Stradella (1639–1682). Ve Francii pak Marc-Antoine Charpentier (1643–1704). 17. století se v Itálii paralelně rozvíjely dva typy oratoria: oratorio volgare (lidové oratorium) na italský text a oratorio latino (latinské oratorium) na biblický námět a latinský text.
Alessandro Scarlatti a s ním celá Neapolská operní škola přenesli z opery do oratoria recitativ secco i accompagnato a árii da capo. V Německu byly velmi oblíbené „historie“ Heinricha Schütze (Velikonoční historie, 1623; Vánoční historie, 1664). Vrcholem tohoto vývoje se stala v 18. století oratoria Georga Friedricha Händela, z nichž nejznámější jsou Mesiáš (1742) a Juda Makabejský (1746). Mimořádnou formu má Vánoční oratorium Johanna Sebastiana Bacha, které je spíše cyklem šesti jednotlivých kantát. Bach zde použil i některé části svých světských kantát podložených novým textem.
Období klasicismu je charakterizováno vrcholnými díly Josepha Haydna (Stvoření světa (Die Schöpfung 1798) a Roční období (Die Jahreszeiten, 1801)) a Ludwiga van Beethovena (Kristus na hoře Olivetské, 1800). Ani romantismus se tvorbě oratorií nevyhýbal. Vznikla díla jako Ráj a Peri Roberta Schumanna, Legenda o sv. Alžbětě Ference Liszta či Svatá Ludmila Antonína Dvořáka.
Hudební vývoj ve 20. století vedl k uvolnění formy a oratoria v této době vzniklá se vyznačují individuálním řešením skladatele. Mezi nejvýznamnější patří např. Král David Arthura Honeggera, Jakubův žebřík Arnolda Schoenberga či opera-oratorium Igora Stravinského Oedipux Rex.